# Петшиково-Вишкі
Петшиково-Вишкі (пол. Pietrzykowo-Wyszki) — село в Польщі, у гміні Більськ-Підляський Більського повіту Підляського воєводства.
Населення — 33 особи (2011).
У 1975-1998 роках село належало до Білостоцького воєводства.

## Демографія
Демографічна структура станом на 31 березня 2011 року:
|          | Загалом | Допрацездатний вік | Працездатний вік | Постпрацездатний вік |
| -------- | ------- | ------------------ | ---------------- | -------------------- |
| Чоловіки | 15      | 2                  | 10               | 3                    |
| Жінки    | 18      | 3                  | 8                | 7                    |
| Разом    | 33      | 5                  | 18               | 10                   |